# 후쿠시마 현영 아즈마 구장
후쿠시마 현형 아즈마 구장(일본어: 福島県営あづま球場 후쿠시마켄에이아즈마큐조[*])는 일본 후쿠시마현 후쿠시마시에 있는 현형 야구장이다. 후쿠시마현 아즈마 종합운동공원의 부속시설로 야구장 시설은 후쿠시마현이 소유하고 있고 현으로부터 관리자 지정을 받은 후쿠시마현 도시공원 및 녹화협회가 운영, 관리를 맡고 있다.
1986년 9월 첫 개장하여 당시 도호쿠 지방 6개 현 중 최대 크기 야구장이었다. 전국 고등학교 야구 선수권 대회(고시엔) 경기장으로 쓰였으며 1987년부터 일본 프로 야구 공식전에서도 부정기적으로 사용하다 2017년 3월 2020년 하계 올림픽에서 야구 경기장으로 선정되어 2021년에는 올림픽 야구가 개최되었다.

## 같이 보기
- 후쿠시마 현영 아즈마 육상경기장
- 후쿠시마 현영 아즈마 종합체육관